# Едаравон
Едаравон — ЛЗ використовується для лікування бічного аміотрофічного склерозу (БАС) і гострого ішемічного інсульту. Застосовують  внутрішньовенно або перорально.

## Медичне використання
Едаравон підтвердив свою ефективність щодо отримання сприятливого результату терапії у пацієнтів з гострим ішемічним інсультом. З 2009 року внесений в Японський гадлайн по лікуванню гострого ішемічного інсульту (рекомендація Grade B).
Едаравон також зареєстрований для лікування бічного аміотрофічного склерозу (БАС) в Японії, США, Канаді, Італії, Південній Кореї.
В Україні едаравон у 2018 році зареєстрований по обом показаням: гострий ішемічний інсульт і бічний аміотрофічний склероз.
Едаравон був схвалений FDA для лікування БАС у США у 2017 році на основі невеликого рандомізованого контрольованого клінічного дослідження з пацієнтами, які мали ранню стадію ALS (стаж до 2-х років, об'єм форсованого видиху >80 %). Едаравон призначали таким пацієнтам при БАС протягом 6 місяців, і як результат оцінка прогресування хвороби за шкалою ALSFRS-R відрізнялася на 33 % на користь едаравону порівняно з оцінкою в групі порівняння. Ефективність едаравону при БАС у пацієнтів з усіма стадіями БАС у двох попередніх випробуваннях доведена не була.
Вводиться шляхом внутрішньовенної інфузії.
Безпечність застосування препарату у період вагітності не встановлена. Призначення препарату вагітним не бажано. Жінкам у період застосування препарату слід утримуватися від годування груддю, оскільки препарат проникає у грудне молоко.

## Побічні ефекти
Повідомлялося про наступні побічні ефекти з частотою принаймні на 2 % вище у пацієнтів, які отримували едаравон, ніж у групі плацебо: синці, порушення ходи, головний біль, запалення шкіри, екзема, проблеми з диханням, глюкозурія.

## Фармакологія
Едаравон є низькомолекулярним антиоксидантним засобом, який серед багатьох видів активних форм кисню цілеспрямовано взаємодіє з пероксильними радикалами. Завдяки своїй амфіфільності едаравон поглинає як жиро-, так і водорозчинні пероксильні радикали, передаючи радикалу електрон. Едаравон пригнічує окислення ліпідів шляхом поглинання водорозчинних пероксильних радикалів, що ініціюють ланцюгові хімічні реакції, а також жиророзчинних пероксильних радикалів, що підтримують даний ланцюг.
Механізм дії едаравону при ішемічному інсульті спрямований на глутаматну екситотоксичність і запобігання входу іонів кальцію в клітину. Доведено, що препарат зменшує: пошкодження гематоенцефалічного бар'єра; тенденцію до розвитку набряку мозку; міграцію нейтрофілів, впливаючи на вторинне запалення, а також на оксидативний і нітритний/нітратний стреси.
Механізм, за допомогою якого едаравон може бути ефективним при БАС достеменно невідомий. Препарат володіє антиоксидантними властивостями, і вважається, що окисний стрес є частиною процесу, який руйнує нейрони у людей з БАС.
Період напіввиведення едаравону становить від 4,5 до 6 годин, а період напіврозпаду його метаболітів — від 2 до 3 годин. Він метаболізується до сульфатного кон'югату і кон'югату глюкуроніду, жоден з яких не є активним. В основному едаравон виділяється з сечею у вигляді кон'югату глюкуроніду.

## Синоніми
Ксаврон, Флертіс, Radicava, Methylphenylpyrazolone, Norphenazone, Phenyl methyl pyrazolone,  Phenylmethylpyrazolone

## Історія
Дослідники вперше розробили поглинач вільних радикалів — едаравон в кінці 1980-х років як препарат для лікування інсульту. Кодзі Абе, нині професор в Університетській лікарні Окаяма в Японії, вперше запропонував використовувати едаравон для терапії гострого інсульту з метою запобігання набряку мозку.
Едаравон був випущений на фармацевтичний ринок в 2001 році в Японії корпорацією Mitsubishi Pharma для лікування гострого ішемічного інсульту. Станом на сьогодні вже доступні генеричні препарати едаравону.
Mitsubishi Tanabe в 2011 році розпочала III фазу клінічного випробування едаравону при БАС в Японії, і в червні 2015 року він був схвалений для використання в Японії при бічному аміотрофічному склерозі.
У травні 2017 року внутрішньовенний едаравон був схвалений FDA для лікування пацієнтів з бічним аміотрофічним склерозом (БАС) у США. FDA зробило запит до Mitsubishi Tanabe щодо проведення декількох додаткових досліджень для з'ясування ризиків розвитку раку і хвороби печінки. Едаравон у вигляді пероральної форми TW001 (суміш едаравону і SBE-HP-βCD) розробляється компанією Treeway для лікування БАС; станом на 2015 рік вона успішно завершила випробування фази I і отримала статус орфанного препарату в США та Європі.

## Суспільство і культура
Ціна на випущений в Японії едаравон в 2001 році була встановлена японським урядом на рівні 9 931 ієн / ампула.
Коли едаравон зареєстрували в Японії для лікування БАС, його ціна становила $ 35,000 за річний курс; натомість ціна у США на старті продаж була близько 145 тисяч доларів на рік. У США цей препарат був схвалений FDA для всіх пацієнтів з БАС, але не було чітко визначено, чи погодяться страховики платити за цей препарат всім пацієнтам з діагнозом БАС, чи тільки людьми з ранніми стадіями захворювання.
Торговими назвами едаравону є Radicut, Radicava, в Україні — Ксаврон.